# برکن‌ریج، میشیگان
برکن‌ریج (به انگلیسی: Breckenridge) یک روستا در ایالات متحده آمریکا است که در شهرستان گراتیت، میشیگان واقع شده‌است. برکن‌ریج ۲٫۷۷ کیلومتر مربع مساحت و ۱٬۳۲۸ نفر جمعیت دارد و ۲۲۴ متر بالاتر از سطح دریا واقع شده‌است.